# Hydrolithon reinboldii
Hydrolithon reinboldii (Weber-van Bosse & Foslie) Foslie, 1909  é o nome botânico  de uma espécie de algas vermelhas pluricelulares do gênero Hydrolithon, família Corallinaceae, subfamília Mastophoroideae.
- São algas marinhas encontradas na África, Ásia, América do Norte (México), Austrália, algumas ilhas do Pacífico e Índico.

## Sinonímia
- Lithophyllum reinboldii     Weber-van Bosse & Foslie, 1901
- Goniolithon reinboldii  (Weber-van Bosse & Foslie) Weber-van Bosse & Foslie, 1904
- Paragoniolithon reinboldii     (Weber-van Bosse & Foslie) Lemoine, 1911
- Porolithon reinboldii     (Weber-van Bosse & Foslie) Lemoine, 1911
- Spongites reinboldii     (Weber-van Bosse & Foslie) Penrose & Woelkering, 1988